# Szymon Marciniak
Szymon Marciniak (Płock, Polonia, 7 de enero de 1981) es un árbitro polaco que pertenece a la lista de árbitros internacionales de UEFA. Dirigió la final de la Copa Mundial de Fútbol de 2022 entre la selección de fútbol Argentina y la selección de fútbol de Francia. En 2022 y 2023 fue nombrado "Mejor árbitro del mundo" por la Federación Internacional de Historia y Estadística del Fútbol (IFFHS).

## Biografía
Szymon Marciniak es el tercer árbitro polaco en participar en una Copa del Mundo después de Alojzy Jarguz (1978, 1982) y Ryszard Wojcik (1998). Otro compatriota, Michal Listkiewicz, fue juez de línea en la final de la Copa Mundial de la FIFA de 1990 entre Alemania FR y Argentina. Solía jugar para el Wisla Plock, pero se pasó al arbitraje luego de ser expulsado y discutirse con un árbitro, quien lo desafió a que hiciera el trabajo él mismo.[cita requerida] Su hermano también es árbitro y ha supervisado partidos de primera y segunda división en Polonia.
Marciniak hizo su debut en la máxima división polaca en 2009 (partido entre GKS Bełchatów y Odra Wodzisław Śląski) y también dirigió dos finales de copa nacionales (2013, 2016) y una Supercopa (2017). Llegó a la lista de la FIFA en 2011 e inicialmente dirigió partidos de la Liga Juvenil de la UEFA y para la Liga de Campeones de la UEFA y la Europa League, antes de hacer su debut en la fase de grupos en el último evento al año siguiente. En 2014 debutó en la propia Liga de Campeones, antes de presidir un partido de cuartos de final de la Europa League en 2015 y haber sido seleccionado para arbitrar el Suecia-Portugal en la final de la Eurocopa sub-21 de 2015.
En 2016 dirigió un partido de cuartos de final de la Liga de Campeones y fue convocado para la EURO 2016, donde dirigió tres partidos. Otro cuarto de final de la Liga de Campeones siguió en 2017, así como una semifinal de la Europa League (Olympique de Lyon - Ajax) y una convocatoria para la Copa Mundial Sub-20, donde cubrió tres partidos, incluido Uruguay-Venezuela en la semifinal.
En el camino a Rusia 2018, Marciniak arbitró un total de cinco clasificatorios incluyendo Irlanda-Dinamarca en los desempates. El polaco también tiene experiencia en las ligas de Arabia Saudita, Catar, Japón y Suiza.

## Trayectoria
Marciniak fue nombrado árbitro FIFA en 2011. Arbitró en la fase de clasificación de la Copa Mundial de Fútbol de 2014, debutando con un partido del Grupo F entre Portugal y Azerbaiyán.
El 30 de junio de 2015 fue el árbitro principal de la Eurocopa Sub-21 de 2015, entre Suecia y Portugal (0-0).
En diciembre de 2015, se anunció su participación en la Eurocopa 2016. En esta, dirigió tres encuentros: España - República Checa (1-0), el Islandia - Austria (2-1) en la fase de grupos y el Alemania - Eslovaquia (3-0) de octavos de final.
En la Copa Mundial de Fútbol de 2018 tuvo dos participaciones como juez central, en el partido entre Argentina e Islandia, en el cual empataron 1-1 y en el duelo en el que Alemania venció 2-1 a Suecia, ambos por la fase de grupos.
En la Copa Mundial de Fútbol de 2022 dirigió un partido de fase de grupos, el triunfo de Francia 2-1 sobre Dinamarca, y en octavos de final en el 2-1 de Argentina sobre Australia. El 18 de diciembre arbitró la final que disputaron Argentina y Francia en el Estadio de Lusail.
El Comité de Árbitros de la UEFA lo eligió para pitar la final de la Champions League 22/23, entre Manchester City y el Inter de Milán, el 10 de junio de 2023 en el Estadio Olímpico Atatürk en Estambul.
Fue designado para dirigir la final de la Copa Mundial de Clubes de la FIFA 2023 entre Manchester City y Fluminense el 22 de diciembre de 2023 logrando así dirigir tres de las finales más importantes del mundo en tan solo un año.

## Copa Mundial de Fútbol
| Copa Mundial de Fútbol de 2018 – Rusia | Copa Mundial de Fútbol de 2018 – Rusia | Copa Mundial de Fútbol de 2018 – Rusia | Copa Mundial de Fútbol de 2018 – Rusia | Copa Mundial de Fútbol de 2018 – Rusia | Copa Mundial de Fútbol de 2018 – Rusia   | Copa Mundial de Fútbol de 2018 – Rusia | Copa Mundial de Fútbol de 2018 – Rusia |
| Fecha                                  | Partido                                | Sede                                   | Fase                                   | Amonestado                             | Otorgado · Otorgado otra vez · Expulsado | Expulsado                              | Anotado · Penal                        |
| -------------------------------------- | -------------------------------------- | -------------------------------------- | -------------------------------------- | -------------------------------------- | ---------------------------------------- | -------------------------------------- | -------------------------------------- |
| 16 de junio de 2018                    | Argentina 1 – 1 Islandia               | Moscú                                  | Grupo D                                | 0                                      | 0                                        | 0                                      | 1                                      |
| 23 de junio de 2018                    | Alemania 2 – 1 Suecia                  | Moscú                                  | Grupo F                                | 3                                      | 1                                        | 0                                      | 0                                      |
| Copa Mundial de Fútbol de 2022 – Catar |                                        |                                        |                                        |                                        |                                          |                                        |                                        |
| Fecha                                  | Partido                                | Sede                                   | Fase                                   | Amonestado                             | Otorgado · Otorgado otra vez · Expulsado | Expulsado                              | Anotado · Penal                        |
| 26 de noviembre de 2022                | Francia 2 – 1 Dinamarca                | Doha                                   | Grupo D                                | 5                                      | 0                                        | 0                                      | 0                                      |
| 3 de diciembre de 2022                 | Argentina 2 – 1 Australia              | Rayán                                  | Octavos de final                       | 2                                      | 0                                        | 0                                      | 0                                      |
| 18 de diciembre de 2022                | Argentina 3 – 3 (4 - 2) Francia        | Lusail                                 | Final                                  | 8                                      | 0                                        | 0                                      | 3                                      |